# Легрен-Трапани, Рашель
Рашель Легрен-Трапани (фр. Rachel Legrain-Trapani; род. 31 августа 1988, Сен-Сольв, департамент Нор) — французская модель, победительница конкурса Мисс Франция 2007 года.

## Биография
Рашель Легрен-Трапани родилась 31 августа 1988 года в городе Сен-Сов департамента Норд. Живёт в Сен-Кантене, где получила титул королевы красоты департамента Эна; затем 9 декабря 2006 стала 53-й Мисс Франция.

## Участие в конкурсе Мисс Франция 2007
Рашель представляла на конкурсе Мисс Франция-2007 регион Пикардия. Конкурс проходил 9 декабря 2006 года. Жюри возглавляли певец Мишель Сарду, юморист Мюрьел Робен и Мисс Франция-2006, Александра Розенфельд.
Лучшими на конкурсе стали:
- Мисс Франция 2007: Рашель Легрен-Трапани Мисс Пикардия;
- 1 вице-мисс: Софи Вузло, 19 лет, Мисс Лимож;
- 2 вице-мисс: Раиса Бойе, 19 лет, Мисс Реюньон;
- 3 вице-мисс: Кристель Нордель, 24 года, Мисс Париж;
- 4 вице-мисс: Лиз Руша, 20 лет, Мисс Аквитания;
- 5 вице-мисс: Элоди Робер, Мисс Лазурный Берег;
- 6 вице-мисс: Стефани Варзиниак, Мисс Эльзас.

В дальнейшем участвовала также в конкурсах Мисс Вселенная 2007 и Мисс Мира 2007 (во втором из них вышла в финал), хотя первоначально выступила с предложением передать право участия в них занявшей второе место на национальном конкурсе Софи Вузло, мотивировав это предложение необходимостью бороться за равноправие инвалидов (Софи Вузло — глухая); это предложение было отвергнуто оргкомитетом конкурса «Мисс Вселенная» как нарушающее регламент.

## Работа на телевидении
В 2007 году Рашель Легрен-Трапани участвовала в телевизионной игре Game One, кроме того, представляла Play Hit. Затем в апреле 2008 года она работала на радио NRJ в передаче Faiteseentrer l’invité.

## Титулы Рашель Легрен-Трапани
- Мисс Pays du Ribemontois 2006, присуждён 22 апреля 2006 года в Рибмоне.
- Мисс Департамент Эна 2006, присуждён 21 октября 2006.
- Мисс Пикардия 2006, получен 5 ноября 2006.
- Мисс Франция 2007, получила 9 декабря 2006.